# Manchester (Maine)
Manchester ist eine Town im Kennebec County des Bundesstaates Maine in den Vereinigten Staaten. Im Jahr 2020 lebten dort 2456 Einwohner in 1259 Haushalten auf einer Fläche von 58,59 km².

## Geografie
Nach dem United States Census Bureau hat Manchester eine Gesamtfläche von 58,59 km², von denen 55,40 km² Land sind und 3,19 km² aus Gewässern bestehen.

### Geografische Lage
Manchester liegt zentral im Kennebec County. Im Südwesten grenzt der Cobbosseecontee Lake an das Gebiet der Town. Auf dem Gebiet von Manchester befinden sich weitere kleinere Seen. Der Cobbosseecontee Stream fließt in südliche Richtung und mündet im Kennebec River. Die Oberfläche ist leicht hügelig, die höchste Erhebung ist der 163 m hohe Lithgow Hill.

### Nachbargemeinden
Alle Entfernungen sind als Luftlinien zwischen den offiziellen Koordinaten der Orte aus der Volkszählung 2010 angegeben.
- Norden: Belgrade, 7,4 km
- Nordosten: Augusta, 14,3 km
- Osten: Hallowell, 5,4 km
- Südosten: Farmingdale, 5,0 km
- Süden: West Gardiner, 4,8 km
- Südwesten: Winthrop, 11,3 km
- Westen: Readfield, 9,4 km
- Nordwesten: Mount Vernon, 11,9 km

### Stadtgliederung
In Manchester gibt es mehrere Siedlungsgebiete: Bassville, Hallowell Cross Roads, Manchester, Manchester Forks, North Manchester und The Outlet.

### Klima
Die mittlere Durchschnittstemperatur in Manchester liegt zwischen −7,2 °C (19 °Fahrenheit) im Januar und 20,6 °C (69 °Fahrenheit) im Juli. Damit ist der Ort gegenüber dem langjährigen Mittel der USA um etwa 6 Grad kühler. Die Schneefälle zwischen Oktober und Mai liegen mit bis zu zweieinhalb Metern mehr als doppelt so hoch wie die mittlere Schneehöhe in den USA; die tägliche Sonnenscheindauer liegt am unteren Rand des Wertespektrums der USA.

## Geschichte
Manchester wurde aus Gebieten gegründet, die zuvor zu Augusta, Hallowell, Winthrop und Readfield gehörten. Dieses Gebiet wurde ab 1774 besiedelt. Als Town wurde Manchester 1850 unter dem Namen Kennebec gegründet. Da es öfter zu Verwechselungen mit Kennebunk kam, wurde der Name im Jahr 1854 in Manchester geändert.

### Einwohnerentwicklung
| Volkszählungsergebnisse – Town of Manchester, Maine | Volkszählungsergebnisse – Town of Manchester, Maine | Volkszählungsergebnisse – Town of Manchester, Maine | Volkszählungsergebnisse – Town of Manchester, Maine | Volkszählungsergebnisse – Town of Manchester, Maine | Volkszählungsergebnisse – Town of Manchester, Maine | Volkszählungsergebnisse – Town of Manchester, Maine | Volkszählungsergebnisse – Town of Manchester, Maine | Volkszählungsergebnisse – Town of Manchester, Maine | Volkszählungsergebnisse – Town of Manchester, Maine | Volkszählungsergebnisse – Town of Manchester, Maine |
| Jahr                                                | 1800                                                | 1810                                                | 1820                                                | 1830                                                | 1840                                                | 1850                                                | 1860                                                | 1870                                                | 1880                                                | 1890                                                |
| --------------------------------------------------- | --------------------------------------------------- | --------------------------------------------------- | --------------------------------------------------- | --------------------------------------------------- | --------------------------------------------------- | --------------------------------------------------- | --------------------------------------------------- | --------------------------------------------------- | --------------------------------------------------- | --------------------------------------------------- |
| Einwohner                                           |                                                     |                                                     |                                                     |                                                     |                                                     |                                                     | 813                                                 | 732                                                 | 623                                                 | 612                                                 |
| Jahr                                                | 1900                                                | 1910                                                | 1920                                                | 1930                                                | 1940                                                | 1950                                                | 1960                                                | 1970                                                | 1980                                                | 1990                                                |
| Einwohner                                           | 518                                                 | 601                                                 | 485                                                 | 492                                                 | 626                                                 | 664                                                 | 1068                                                | 1331                                                | 1949                                                | 2099                                                |
| Jahr                                                | 2000                                                | 2010                                                | 2020                                                | 2030                                                | 2040                                                | 2050                                                | 2060                                                | 2070                                                | 2080                                                | 2090                                                |
| Einwohner                                           | 2465                                                | 2580                                                | 2456                                                |                                                     |                                                     |                                                     |                                                     |                                                     |                                                     |                                                     |

## Kultur und Sehenswürdigkeiten

### Bauwerke
In Manchester wurde die Cobbosseecontee Dam Site 1976 unter Denkmalschutz gestellt und unter der Register-Nr. 76000219 ins National Register of Historic Places aufgenommen.

## Wirtschaft und Infrastruktur

### Verkehr
Der U.S. Highway 202 führt zentral in westöstlicher Richtung durch Manchester von Whitrop im Westen nach Augusta im Osten.

### Öffentliche Einrichtungen
Es gibt keine medizinischen Einrichtungen oder Krankenhäuser in Manchester. Die nächstgelegenen befinden sich in Gardina, Whinthrop und Augusta.
In Manchester gibt es keine öffentliche Bücherei. Die nächstgelegenen befinden sich in Augusta und Hallowell.

### Bildung
Manchester gehört zusammen mit Mt. Vernon, Readfield und Wayne zur Regional School Unit #38. Im Schulbezirk werden den Schulkindern mehrere Schulen angeboten:
- Maranacook Community High School Schulklassen 9–12, in Readfield
- Maranacook Community Middle School Schulklassen 6–8, in Readfield
- Manchester Elementary School Schulklassen PreK-5, in Manchester
- Mt. Vernon Elementary School Schulklassen PreK-5, in Mount Vernon
- Readfield Elementary School Schulklassen PK-5, in Readfield
- Wayne Elementary School Schulklassen K-5, in Wayne